# Jagmander Singh
Jagmander Balyan Singh (ur. 1 marca 1956) – Indyjski zapaśnik walczący w stylu wolnym. Dwukrotny olimpijczyk. Czwarty na turnieju w Moskwie 1980 i odpadł w eliminacjach w Los Angeles 1984. Startował w kategorii 68 kg. Laureat nagrody Arjuna Award.
Zajął dziewiąte na mistrzostwach świata w 1982. Czwarty na igrzyskach azjatyckich w 1982 i piąty w 1974 i 1978. Srebrny medalista mistrzostw Azji w 1979 i brązowy w obu stylach zapaśniczych w 1983. Złoty medal na igrzyskach wspólnoty narodów w 1982 i srebrny w 1978.
Na turnieju olimpijskim w Moskwie w 1980 wygrał z Wietnamczykiem Nguyễnem Ðìnhem Chi, Węgrem Jánosem Kocsisem i Irakijczykiem Ali Hussainem Farisem. Przegrał z Mongołem Dzewegijnem Ojdowem i Iwanem Jankowem z Bułgarii.
4 lata później w Los Angeles	wygrał z Salwadorczykiem Gustavo Manzurem i Francuzem Érikiem Brulonem. Przegrał z Yu In-takiem z Korei Południowej i Fevzim Şekerem z Turcji.